# 세바주

세바주

세바주(아랍어: سبها)는 리비아 중부에 위치한 주로, 주도는 세바이며 면적은 15,330km2, 인구는 134,162명(2006년 기준)이다. 북쪽으로는 와디알샤티주, 동쪽으로는 주프라주와 인접해 있으며 남쪽으로는 무르주크주, 서쪽으로는 와디알하야주와 인접해 있다.